# Orličan VSO-10 Gradient
Orličan VSO-10 Gradient (zvaný též Vosa) je československý jednomístný samonosný hornoplošný kluzák smíšené konstrukce.

## Historie
Projekční práce byly zahájeny v Orličanu Choceň - pobočka Sopotnice již v roce 1972 a prototyp poprvé vzlétnul 16. září 1976. Sériová výroba probíhala v Orličanu Choceň v letech 1978-1990 a celkem bylo vyrobeno 225 kusů. Kluzák nahrazoval v aeroklubech starší větroně VT-116 Orlík II. Oproti Orlíkům nabízel větší pevnost konstrukce a lepší výkony, především při vyšších rychlostech. Díky svým vlastnostem se stal oblíbeným větroněm v aeroklubech.
Současný držitel typového oprávnění je Schempp-Hirth výroba letadel spol. s r.o. (do této firmy se transformovala většina aktivit Orličanu Choceň spojená s výrobou letadel)
Dohled nad bezpečnostní provozu je prováděn podle pravidel EASA – VSO-10B a VSO-10C jsou takzvaně "transferovaná" letadla (jejich certifikace a údržba funguje stejně v rámci celé EU pod dohledem  European Aviation Safety Agency - EASA).

## Konstrukce
Přední část trupu je vyrobena z laminátu, centroplán je příhradové konstrukce s laminátovým potahem. Za křídlem přechází v duralovou část, ze které je vyrobena také celá nepohyblivá část ocasních ploch (kýlovka a stabilizátor), pohyblivé části (směrovka, výškovka) jsou duralové konstrukce a potažené plátnem. Kostra křídla včetně křidélek je vyrobena ze dřeva a potažena překližkou s výplní z polyuretanové pěny. Mechanizaci křídla tvoří aerodynamické brzdy typu Schempp-Hirth vysouvané z horní i dolní strany křídla. Kabina je pak pokryta dvěma díly organického skla (plexiskla), z nichž zadní díl je možno odklopit do boku. Podvozek tvoří hlavní kolo odpružené pryžovými bloky, které je zatahovací, a zadní ostruhové kolečko.

## Varianty
Letoun byl vyráběn ve dvou variantách:
- VSO-10B Gradient – se zatahovacím podvozkem
- VSO-10C Gradient – s pevným podvozkem

## Specifikace

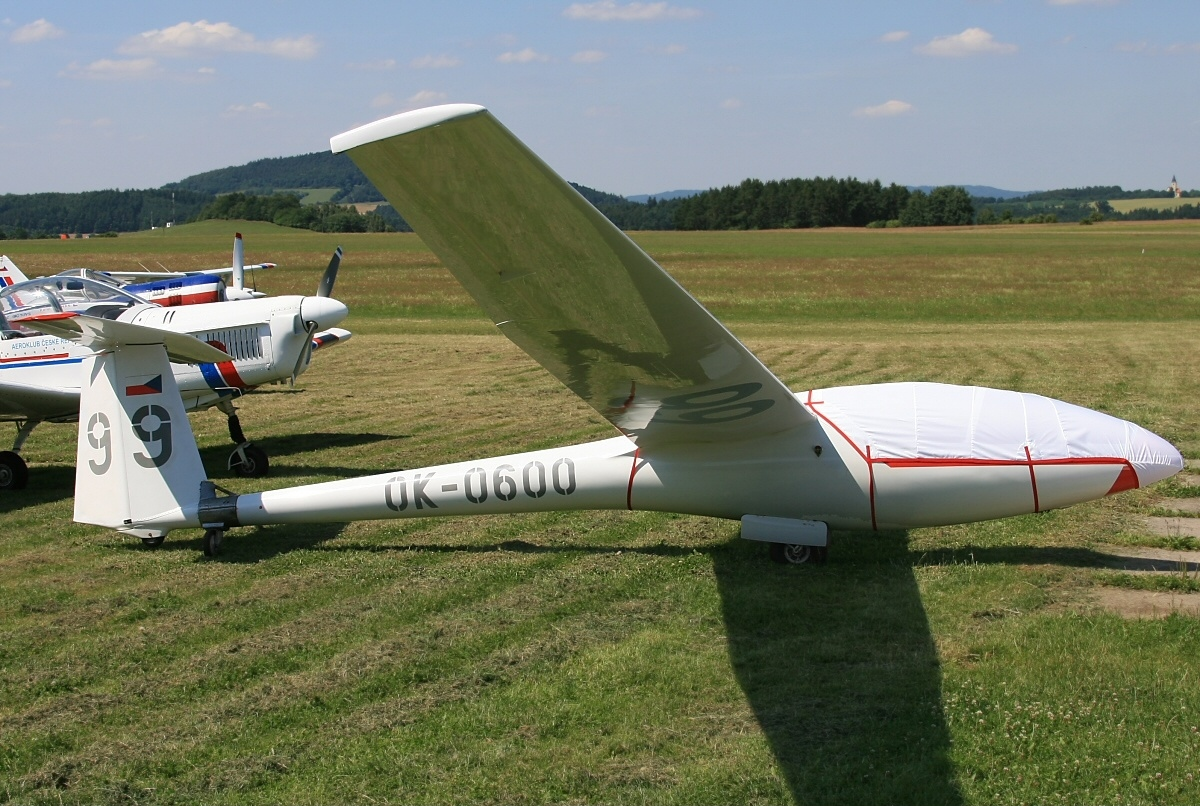
VSO-10 Gradient (OK-0600)

Zdroj ke specifikacím:

### Technické údaje
- Posádka: 1 osoba
- Délka: 7 m
- Výška: 1,38 m
- Rozpětí: 15 m
- Plocha křídla: 12 m²
- Prázdná hmotnost: 250 kg
- Maximální vzletová hmotnost: 380 kg

### Výkony
- Maximální rychlost: 250 km/h
- Maximální rychlost v poryvu: 160 km/h
- Pádová rychlost: 68 km/h
- Minimální opadání: 0,64 m/s při rychlosti 73 km/h
- Klouzavost: 36:1 při rychlosti 90 km/h